# 弗拉尼奥·图季曼
弗拉尼奥·图季曼（1922年5月14日—1999年12月10日），克罗地亚政治家、历史学家、军人，现代首任克羅埃西亞總統暨“国父”。

## 生平
图季曼出生于一个著名的克罗地亚家庭，其父是克罗地亚农民党的重要成员。在二战期间，图季曼参加了铁托的游击队。战后不久，图季曼的父亲神秘“自杀”，图季曼本人曾声明此案是乌斯塔沙所为，但在克罗地亚独立后，又改口称是南斯拉夫共产党所为。
1957年，图季曼进入军事学院学习，并出任著名的贝尔格莱德游击队足球俱乐部主席。1960年代，图季曼获得了将军军衔。1961年后，图季曼离开现役，成为一名著名的军事历史学家。同时，他也撰写了一些批评大南斯拉夫的文章。
1967年，由于被认为反对共产党，鼓吹克罗地亚分离主义，图季曼被驱逐出党。1971年，图季曼因为在克罗地亚之春中的言行，被判处两年徒刑。9个月后，他被特赦出狱。1981年，图季曼再一次被审判，这次是因为他接受一家瑞典电视台采访，鼓吹克罗地亚独立。他被判三年徒刑，但是11个月后又一次被赦免出狱。
1989年，图季曼在多党制浪潮中创建了克罗地亚民主共同体。次年，克罗地亚民主共同体在大选中获胜，图季曼也当选为克罗地亚总统。1991年，图季曼签署《克罗地亚独立宣言》，宣布克罗地亚从南斯拉夫完全独立。其后他又两次连任总统，直到在任上去世。